# Иван Пеев (музикант)
 Тази статия е за композитора.  За музикалния педагог вижте Иван Пеев (музикален педагог).  
Иван Иванов Пеев е български композитор, аранжор и пианист.

## Биография
Роден на 30 април 1937 г. в Горна Оряховица.
Учи в Българска държавна консерватория, в класа по цигулка на професор Владимир Аврамов (1955 – 1959). Работи като главен специалист в редакция „Забавна музика“ на „Балкантон“ (1977 – 1986) и като музикален редактор в редакция „Продукция“ на направление „Забавна музика“ на Българското радио от 1987 г. Като дете получава първа награда в общобългарското състезание за инструменталисти (1949), участва в първите световни фестивали на младежта и студентите в Берлин и Букурещ. През 50-те години се увлича от джаза и е един от перспективните български джазпианисти. Организира различни оркестри с музиканти като А. Везнев, П. Славов, Л. Борисов, Ст. Славов, Ем. Манолов и др. В началото на 60-те години солисти на неговия оркестър са Емил Димитров и Мария Косева. Ръководител е на оркестър „6+1“, който в продължение на десетина години съпровожда концертните турнета на Лили Иванова.
Един от изявените аранжори в българската поп музика (повече от 500 аранжимента). Песента „Градините на любовта“ (музика: Георги Костов) в негов аранжимент печели Първа награда на фестивала „Златният Орфей“ през 1980 г.
Автор е на аранжимента и на една от най-популярните български песни – „Ако си дал“, музика и изпълнение: Емил Димитров,
текст: Иля Велчев (LP, „Емил Димитров“, Балкантон – ВТА 10361, 1979 г.).
Първите си композиторски опити прави като студент. Активно композира от 70-те години в сътрудничество с Маргарита Хранова, дует „Ритон“ и др. Сред най-популярните му песни са: „Твоят поглед“, „Обич последна“, „Големият час“, „Едно момче на път“. Песента „Изповед“ (изп. дует „Ритон“) печели Първа награда на радиоконкурса „Пролет“ (1987), а „Южният вятър“ (изп. дует „Ритон“) – втора награда на същия конкурс през 1984 г.
Умира на 24 ноември 2018 г.

## Дискография
| Година | Албум                                 | Вид | Издател      | Каталожен номер |
| ------ | ------------------------------------- | --- | ------------ | --------------- |
| 1977   | „Борис Гуджунов“                      | SP  | Балкантон    | ВТК 3371        |
| 1988   | „Не только любовь. Песни Ивана Пеева“ | LP  | Мелодия      | С60 27701 006   |
| 1990   | „Иван Пеев. Избрани песни“            | LP  | Балкантон    | ВТА 12639       |
| 2009   | „20 златни български хита 3“          | CD  | Георги Начев |                 |